# 劉廷策
劉廷策（1466年—？），字以楊，江西吉安府安福縣人，民籍，明朝政治人物。

## 生平
弘治五年（1492年）壬子科江西鄉試第八十七名舉人。弘治六年（1493年）中式癸丑科會試第六十九名，三甲第八十六名進士。官吏部主事。

## 家族
曾祖劉復謙；祖父劉混洋；父劉循庸，母王氏；繼母鄺氏。重庆下。